# Hipponax

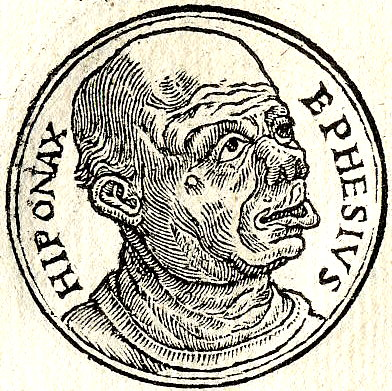
Bildnis von Hipponax, 1553

Hipponax (Ἱππῶναξ) von Ephesos war ein griechischer Satiriker des 6. Jahrhunderts v. Chr.

## Leben
542 v. Chr. wurde er beim persischen Einmarsch in seine Heimatstadt Ephesos vom Tyrannen Athenagoras vertrieben; er flüchtete daraufhin nach Klazomenai. Hipponax soll, nachdem ihn zwei Bildhauer karikierten und damit für öffentlichen Spott über ihn sorgten, sie mit Schmähversen, Jamben, versehen haben. Bei seinen Spottliedern und Parodien verwendete er als Versmaß den von ihm erfundenen Hinkjambus. Hipponax gilt als erster Verbreiter der epischen Parodie. Sein Ruf als scharfer Kritiker der Gesellschaft lebte auch in späterer Dichtung weiter, wie in dem Epigramm von Theokritos:

„Hier liegt Hipponax, jenes Dichters, Asche. – Bist du ein Böser; nah dich nicht dem Grabe! Doch bist du gut, und stammst von bidern Aeltern, So setze dich, und, wenn du willst, entschlummere.“

## Texteditionen und Übersetzungen
- Enzo Degani (Hrsg.): Ipponatte, Frammenti. Introduzione, traduzione e note di Enzo Degani. Premessa di Gabriele Burzacchini. Pàtron Editore, Bologna 2007 (Studi di Eikasmós, 15).
- Enzo Degani (Hrsg.): Hipponax, Testimonia et fragmenta. Edidit H. Degani. Teubner, Leipzig 1983; zweite Auflage Teubner, Stuttgart und Leipzig 1991 (Maßgebliche textkritische Edition von Fragmenten und Testimonien)
- Jan Maarten Bremer, Anna Maria van Erp Taalman Kip, Simon Roelof Slings: Some Recently Found Greek Poems: Text and Commentary. Brill, Leiden 1987 (Mnemosyne. Supplementum, Bd. 99), ISBN 90-04-08319-7. Google Bücher: . (Archilochos, Alkaios, anonymer Kommentar zu Hipponax, Stesichoros)